# Lonchura caniceps
El capuchino canoso (Lonchura caniceps) es una especie de ave paseriforme de la familia Estrildidae endémica de Papúa Nueva Guinea. 

## Distribución y hábitat
El capuchino canoso se encuentra únicamente en la península papú, distribuido por una extensión de unos 50.000 y 100.000 km². Su hábitat natural son las sabanas húmedas, las zonas de matorral y los humedales. Como localmente es abundante se clasifica como especie bajo preocupación menor.